# محمد رضا ناصري يزدي
محمد رضا ناصري يزدي (بالفارسية: محمد رضا ناصري يزدي) هو رجل دين شيعي إيراني اثني عشري وهو ممثل محافظة يزد وإمام الجمعة في مدينة يزد، الذي تم تعيينه في المناصب المذكورة بموجب مرسوم من المرشد الأعلى الإيراني، سيد علي خامنئي في 28 يوليو 2011.

## عنه
ولد ناصري يزدي في عام 1945 في مدينة يزد؛ وكانت والدته ابنة قلم رضا يزدي (المعروف باسم "الحاج شيخ قلم رضا يزدي") الذي كان يعتبر من بين العلماء الشيعة. عندما توفيت والدة محمد رضا، قرر والده الانتقال إلى طهران. بعد اجتياز مدرسته الابتدائية، أرسل والد محمد رضا ابنه إلى مسجد المجتهدي، لتعليم المدرسة الدينية. إلى جانب تعليمه، اعتاد محمد رضا العمل في بناء (مباني) البناء. بعد ذلك، بدأ التدريس وكذلك التعلم عن تعليمه؛ تزوج نصري يزدي في عام 1974 ولديه 5 أطفال (4 أبناء، ابنة). أنشأ هذا رجل الدين الشيعي حوزة في مقاطعة تشهارمحال وبختياري.